# SoftBank 007SH
AQUOS PHONE THE HYBRID SoftBank 007SH（アクオスフォン ザ ハイブリッド ソフトバンク　ゼロゼロナナエスエイチ）は、シャープによって日本国内向けに開発された、ソフトバンクモバイルのSoftBank スマートフォンの一つで、W-CDMA・GSM対応折り畳み2軸式スマートフォンである。ここでは、同一仕様でターゲットユーザを女性に絞った007SH J、ハローキティデザインモデルの007SH KTについても記述する。

## 概要
業界で初めて、折り畳み2軸式ヒンジ（シャープではSwivel Styleと称する）と、フィーチャーフォン同様のテンキーを搭載したAndroidベースのスマートフォン。タッチパネルによる素早く直感的な操作と、従来から慣れ親しんだフィーチャーフォンの操作性を兼ね備えている。
メインディスプレイには、3.4インチ・フルワイドVGA NewモバイルASV液晶（スイッチ液晶タイプ）を採用し、視差バリア方式の3D画面表示に対応する。カラーベールビュー、SVエンジン＋、フレーム補間機能を備える。パネルには強化ガラスを用い、耐久性（耐擦過性・硬度）を高めている。
生活防水性能（IPX5/IPX7相当）・防塵性能（IP5X相当）を有し、水分・ホコリ・塵埃の多い環境でも安心して使える仕様となっている。
カメラ機能に関しては、業界最高クラスの有効画素数1610万画素のCCDセンサー、NDフィルター、メカニカルシャッター、シャープ独自の画像処理エンジンProPixを搭載し、撮影画像の高画質化に貢献している。最高でISO12800相当まで増感でき、最長30秒までのバルブ撮影も可能で、暗所撮影にも対応する。その他、シーン検出・顔検出・コンティニュアスAF・ダイナミックレンジ補正・背景ぼかし機能（本機内での呼称は「一眼レフ風カメラ」）に対応するなど、非常に充実したカメラ機能を備えている。

## 歴史
2011年6月17日-発売

## 注
1. ↑  007SH Jは7月22日発売
2. ↑  007SH KTは9月発売
3. ↑  対応プロファイルはHFP、HSP、DUNP、A2DP、AVRCP、OPP、PBAP
4. ↑  本機能は(株)ニコンシステムのIntelliSight技術により実現
5. ↑  AQUOS PHONE IS14SHはAndroid 2.3.5が搭載